# Hebella corrugata
Hebella corrugata är en nässeldjursart som först beskrevs av Thornely 1904.  Hebella corrugata ingår i släktet Hebella och familjen Hebellidae. Inga underarter finns listade i Catalogue of Life.